# Hrabovčík
Hrabovčík – wieś (obec) na Słowacji w kraju preszowskim, powiecie Svidník, 2 km na południe od Svidníka.
Hrabovčík położony jest w historycznym kraju Szarysz na szlaku handlowym z Węgier do Polski. Pierwsze wzmianki o wsi pochodzą z roku 1548. Populacja: 279 Słowaków, 29 Rusinów i 19 Ukraińców (2001). We wsi znajduje się zabytkowy kościół rzymskokatolicki wybudowany w roku 1812.